# Phlegmariurus yandongensis
Phlegmariurus yandongensis là một loài thực vật có mạch trong Họ Thạch tùng. Loài này được Ching & C.F. Zhang miêu tả khoa học đầu tiên năm 1983.